# مارك سيرني
مارك سيرني (بالإنجليزية:Mark Cerny) ( ولد عام 1964) هو مصمم ألعاب فيديو ، مبرمج ألعاب ، منتج ألعاب فيديو و رجل أعمال تنفيذي . هو رئيس لشركة سيرني جيمز (Cerny Games) و التي تأسست في 1998 . يعمل مستشارًا في صناعة ألعاب الفيديو . كان مارك محباً للبرمجة و ألعاب الآركيد، حيث انضم إلى شركة أتاري عندما كان في السابعة عشرة . في 2013 قُدِّم في مؤتمر سوني كبير المهندسين لجهازها بلاي ستيشن 4.

## من الألعاب التي عمل على إنتاجها
- القنفذ سونيك 2
- كراش بنديكوت (لعبة فيديو)
- كراش بنديكوت 2: كورتكس سترايكس باك
- كراش بنديكوت 3: واربد
- سبايرو 2: غضب ربتو
- سبايرو عام التنين
- كراش باش
- راتشت أند كلانك (سلسلة)
- ريزستنس: فول أوف مان
- أنشارتد: دريك فورتشن
- هيفنلي سورد

## روابط خارجية
- مارك سيرني على موقع IMDb (الإنجليزية)